# لي هوا
لي هوا (29 أبريل 1977 في الصين - ) هو لاعب كرة طائرة الصين. شارك في دورة الألعاب الآسيوية 2002.

## وصلات خارجية
- لي هوا على موقع قاعدة بيانات الكرة الطائرة الشاطئية (الإنجليزية)
- لي هوا على موقع اللجنة الأولمبية الصينية (الإنجليزية)